# Dolna Gyonovica
Dolna Gyonovica (macedónul: Долна Ѓоновица, albánul Gjonovica e Poshtme) település Észak-Macedóniában, a Pologi körzet Gosztivari járásában.

## Népesség
| Lakosok száma | 299  | 531  | 308  | 403  | 379  |      | 234  | 242  | 35   |
|               | 1948 | 1953 | 1961 | 1971 | 1981 | 1991 | 1994 | 2002 | 2021 |

2002-ben 242 lakosa volt, akik közül 239 albán és 3 egyéb.